# فاني إلسلر
فاني إلسلر (بالألمانية: Fanny Elßler)‏ (من مواليد 23 يونيو 1810 – 27 نوفمبر 1884) كانت راقصة باليه نمساوية. ولدت في غومبندورف، أحد أحياء فيينا. كان والدها يوهان فلوريان إلسلر موظفًا من الجيل الثاني لدى نيكولاس الأول، الأمير إسترهازي. عمل كل من يوهان وشقيقه جوزيف كناسخين لدى جوزيف هايدن، الأمير كابيلميستر. كان من المقرر أن يصبح يوهان في نهاية المطاف خادمًا لـ Haydn وحضر Haydn حتى وفاة Haydn وكان حاضرًا.

## روابط خارجية
- فاني إلسلر على موقع الموسوعة البريطانية (الإنجليزية)